# Rastrineobola argentea
Rastrineobola argentea es una especie de peces de la familia
Cyprinidae en el orden de los Cypriniformes.

## Morfología
- Los machos pueden llegar alcanzar los 9 cm de longitud total.[1][2]

## Alimentación
Come zooplancton

## Depredadores
En Kenia es depredado por  Bagrus docmak.

## Hábitat
Es un pez de agua dulce y de clima tropical.

## Distribución geográfica
Se encuentran en África: lagos  Victoria y  Kyoga.